# JKA Foundation
Die JKA Foundation (engl. für jap. 公益財団法人JKA, kōeki zaidan-hōjin jeikēē) ist eine japanische kōeki zaidan-hōjin (gemeinnützige Stiftung) unter Kontrolle des Ministeriums für Wirtschaft, Handel und Industrie, die für die Ausrichtung von Keirin- und Auto-Race-Wettbewerben in Japan zuständig ist. Die Stiftung mit Sitz in Chiyoda, Präfektur Tokio wurde 2007 zunächst für Keirin eingerichtet. 2008 übernahm sie auch das Auto-Race-Geschäft. Bis 2013 war die JKA eine zaidan-hōjin (財団法人, engl. "Foundation"). Von ihrer ersten Gründung im Jahr 1957 bis zur Neugründung im August 2007 hieß die JKA [Zaidan-hōjin] Nihon jitensha shinkōkai ([財団法人]日本自転車振興会, etwa „[Stiftung] Japanische Radfördergesellschaft“), von August bis Oktober 2007 hieß sie zunächst [zaidan-hōjin] Nihon Keirin zaidan ([財団法人]日本競輪財団, etwa „Japanische Keirinstiftung“) und kehrte dann für einige Monate zu ihrer ursprünglichen Bezeichnung zurück, bevor sie mit der Übernahme des Auto-Race-Betriebs 2008 ihren heutigen Namen erhielt.
Keirin ist die japanische Variante des Bahnradsports, Auto Race eine auf Asphaltstrecken ausgetragene Form des Motorrad-Speedway. Beide Sportarten gehören zusammen mit Pferde- und Motorbootrennen („Kyōtei“) zu den „öffentlichen Wettbewerben“ (公営競技, kōei kyōgi), bei denen Sportwetten eine große Rolle spielen und die vom Staat reguliert werden. Die zuständigen Ministerien für das öffentliche Glücksspiel (kōei gamble) sind das Wirtschaftsministerium für Keirin und Auto Race, das Landwirtschaftsministerium für die Pferderennen, das Verkehrsministerium für Motorbootrennen, das Kultusministerium für Toto und das Innenministerium für Lotto.
Die Zentrale der JKA hat 250 Mitarbeiter. Der Umsatz betrug im Geschäftsjahr 2008 rund 37 Mrd. Yen – er stammte überwiegend aus dem Keirin-Geschäft. Dabei wurde ein Verlust von rund 1 Mrd. Yen erwirtschaftet.